# Stuart L. Shapiro
Stuart Louis Shapiro (* 6. Dezember 1947 in New Haven, Connecticut) ist ein US-amerikanischer theoretischer Astrophysiker, der sich mit numerischer allgemeiner Relativitätstheorie befasst und mit deren Anwendung in der Astrophysik, speziell auf kompakte Objekte wie Neutronensterne und Schwarze Löcher.
Shapiro studierte an der Harvard University mit dem Bachelor-Abschluss 1969, an der Princeton University mit dem Master-Abschluss 1971 und der Promotion in Astrophysik 1973. Danach war er an der Cornell University, an der er 1975 Professor wurde. 1996 wurde er Professor für Physik und Astronomie an der University of Illinois at Urbana-Champaign. Er gilt als anerkannter Experte für numerische Simulation astrophysikalischer Phänomene im Rahmen der allgemeinen Relativitätstheorie mit Supercomputern und verfasste darüber zwei Standardwerke.
Er untersuchte unter anderem die Physik Schwarzer Löcher und von Neutronensternen, Gravitationskollaps und Entstehung Schwarzer Löcher, Entstehung von Gravitationswellen etwa beim Ineinanderspiralen von Neutronensternen oder Schwarzem Löchern in einem Doppelsternsystem, die Dynamik des N-Körper-Problems für eine sehr hohe Anzahl von Körpern, kosmologische Fragen (Big-Bang-Nukleosynthese u. a.), Neutrino-Astrophysik. Er simulierte das Spektrum der Strahlung, die entsteht, wenn Gas aus der Akkretionsscheibe auf Schwarze Löcher und Neutronensterne fällt und die Zerstörung und das Verschlucken von Sternen um ein supermassives Schwarzes Loch in einer Galaxie, die Kollision und Verschmelzung Schwarzer Löcher und die Bildung supermassiver Schwarzer Löcher in Galaxien aus einem relativistischen, stoßfreien Gas und aus dem Kollaps eines instabilen relativistischen Sternhaufens. Er wies nach, dass toroidale Schwarze Löcher als Übergangszustände in einem Gravitationskollaps entstehen können und dass die Möglichkeit der Entstehung nackter Singularitäten besteht bei der Kollision stoßfreier Materie bei ansonsten vernünftigen Anfangsbedingungen, was die Cosmic-Censorship-Hypothese verletzt. Er arbeitet auch schon länger an der Frage möglicher Gravitationswellensignale und deren Entstehung für die Beobachtung in Gravitationswellendetektoren wie LIGO.
Für 2017 erhielt er den Hans-A.-Bethe-Preis für sachliche und nachhaltige Beiträge zum Verständnis physikalischer Prozesse in der Astrophysik kompakter Objekte und für Weiterentwicklungen in der numerischen Relativität (Laudatio).
1979 war er Sloan Research Fellow und 1989/80 Guggenheim Fellow. 1998 wurde er Fellow der American Physical Society. 1990 erhielt er den Forefronts of Large Scale Computing Award und 1991 den ersten Preis der IBM Supercomputing Competition.
Er ist seit 1971 verheiratet und hat einen Sohn und eine Tochter.

## Schriften
- Mit Thomas W. Baumgarte: Numerical Relativity. Solving Einstein’s Equations on the Computer. Cambridge University Press, 2010.
- Mit Saul A. Teukolsky: Black Holes, White Dwarfs, and Neutron Stars: The Physics of Compact Objects. Wiley, 1983.
- Herausgeber mit Teukolsky: Highlights of Modern Astrophysics. Concepts and Controversies. (Konferenz Cornell, 1984), Wiley, 1986.
- Shapiro, Teukolsky: Black Holes, Naked Singularities and the Violation of Cosmic Censorship, American Scientist, Band 79, 1991, S.  330
- Shapiro, Teukolsky: Formation of Naked Singularities: The Violation of Cosmic Censorship, Phys. Rev. Lett., Band 66, 1991, S.  994